# SB-357134
SB-357134は、科学研究に使用される薬物である。強力な選択的経口活性のある5-HT6受容体アンタゴニストとして作用する。SB-357134や他の5-HT6アンタゴニストは、動物実験でスマートドラッグ作用を示し、統合失調症やアルツハイマー病などの認知障害に対する新規治療薬の可能性が提案されている。